# Helen Taylor
Lady Helen Taylor, szül. Windsor (1964. április 28. –) Eduárd kenti herceg és Katalin kenti hercegné második gyermeke, a brit uralkodócsalád, a Windsor-ház tagja, V. György brit király dédunokája. Lady Helen az Egyesült Királyság trónöröklési rendjében a 37. helyet foglalja el.

## Fiatalkora
Lady Helen Windsor 1964. április 28-án született az angliai Buckinghamshire-ban található Ivorban, Eduárd kenti herceg és Katalin kenti hercegné egyetlen lányaként. Tanulmányait a St Mary's School és Gordonstoun iskolákban végezte. 1987 és 1991 között műkereskedőként dolgozott.
Fiatalkorában gyakran utaltak rá a lapok a Windsor-család vad gyermekeként, igen aktív társasági élete és érdekes baráti köre miatt. Egyik barátnője, Olivia Channon kábítószer-túladagolás miatt halt meg, oxfordi tanulmányai alatt. Lady Helen ez és egy másik barátjának halála kijózanította és rendbe hozta életét.

## Házassága és gyermekei
Neve Lady Helen Windsor volt egészen 1992. július 18-ig, amikor házasságot kötött Timothy Verner Taylor műkereskedővel. Az esküvőre a windsori kastély kápolnájában került sor.
Házassága után Lady Helen Taylor lett. A párnak négy gyermeke van, akik a trónöröklési rangsorban anyjuk után a 38-41. helyet foglalják el: 
- Columbus George Donald Taylor, 1994. augusztus 6. (30 éves)
- Cassius Edward Taylor, 1999. december 26. (25 éves)
- Eloise Olivia Katherine Taylor, 2003. március 2. (22 éves)
- Estella Olga Elizabeth Taylor, 2004. december 21. (20 éves)